# Stanley Hubbard
Stanley Hubbard é um empresário estadunidense, que já trabalhou na General Motors e na RCA.